# Can Lamaña
Can Lamaña és una obra eclèctica de Tiana (Maresme) inclosa a l'Inventari del Patrimoni Arquitectònic de Catalunya.

## Descripció
Edifici civil.
Construcció de grans dimensions, formada per una planta baixa, dos pisos i un terrat. Des del seu origen ha estat sotmesa a moltes remodelacions. A la part superior destaca una torre llanterna de planta quadrada. Tot l'edifici presenta franges horitzontals sobre l'arrebossat. Sobre la façana hi ha un balcó amb les baranes de fusta.
La planta noble de la casa és al primer pis.
Pel gran jardí que envolta el conjunt hi ha alguns elements escultòrics de tipus neoclàssic.